# Gemeenteraad en Landdag van Wenen
De gemeenteraad van Wenen is het gekozen bestuursorgaan van de Oostenrijkse hoofdstad Wenen. Omdat Wenen zowel een gemeente (Gemeinde) als een deelstaat (Land) is, fungeert de gemeenteraad ook als landdag van de Oostenrijkse deelstaat Wenen. Dit alles heeft te maken met de bijzondere positie die de hoofdstad inneemt in Oostenrijk. Een zitting van de gemeenteraad behandelt uitsluitend aangelegenheden die betrekking hebben op zaken die de gemeente Wenen aangaan, terwijl een zitting van de landdag uitsluitend aangelegenheden behandelt die betrekking hebben op zaken die de deelstaat aangaan.
De 100 gemeenteraadsleden zijn dus tevens leden van de landdag. Verkiezingen voor de gemeenteraad en landdag vinden om de vijf jaar plaats. De meest recente verkiezingen vonden plaats op 27 april 2025. Sinds 1945 is de sociaaldemocratische SPÖ steevast de grootste partij in Wenen geweest.
Tot 1920 was Wenen gewoon een Oostenrijkse gemeente. Vanaf dat jaar verkreeg de stad echter ook de status van deelstaat.

## Samenstelling (2025–2030)
Na de verkiezingen van 2020 kwam er een sociaalliberale coalitie aan de macht van SPÖ en NEOS. Zo'n constellatie kwam voor het eerst in de geschiedenis van de hoofdstad voor. Bij de verkiezingen van 2025 werden de volgende resultaten behaald:
| Partij | Partij | Partij                                       | %     | Zetels | Verschil |
| ------ | ------ | -------------------------------------------- | ----- | ------ | -------- |
|        |        | Sozialdemokratische Partei Österreichs (SPÖ) | 39,4% | 43     | 3        |
|        |        | Freiheitliche Partei Österreichs (FPÖ)       | 20,4% | 22     | 14       |
|        |        | Die Grünen - Die Grüne Alternative (GRÜNE)   | 14,5% | 15     | 1        |
|        |        | Das Neue Österreich (NEOS)                   | 10,0% | 10     | 2        |
|        |        | Österreichische Volkspartei (ÖVP)            | 9,7%  | 10     | 12       |
|        |        | Overige partijen                             | 6,0%  | 0      | 0        |
| Totaal | Totaal |                                              | 100%  | 100    |          |

## Stadhuis van Wenen
De gemeenteraad en landdag zijn gevestigd in het stadhuis van Wenen (Wiener Rathaus). Het neogotische bouwwerk werd aan het einde van negentiende eeuw gebouwd door Friedrich von Schmidt.